# 飞猪
飛豬（英語：Fliggy）是阿里巴巴集團旗下一個可以購買旅遊景點門票、機票、火車票以及酒店和查看旅遊攻略的網站。

## 历史
成立於2010年，當時名為淘宝旅行。2014年10月更名为阿里旅行·去啊，成为阿里巴巴集团旗下的事业群之一。2016年10月27日，阿里旅行更名為飞猪。

## 争议
更名為飛豬後新名稱一度引發爭論，有回族商人指稱飛豬名稱傷害了穆斯林的感情。

## 外部連結
- 官方网站